# Konrad von Thierberg der Jüngere
Konrad von Thierberg der Jüngere († nach 1287) war ein Ordensritter des Deutschen Ordens.

## Leben
Konrad der Jüngere gehörte dem Adelsgeschlecht der Herren von Tierberg an, das seinen Namen der Burg Altentierberg entlehnte. Konrad der Ältere war sein älterer Bruder.
Er wurde erstmals 1273 urkundlich erwähnt, als er bereits beim Orden war. Von diesem Jahr an bis 1285 und noch einmal im Jahr 1288 war er Ordensmarschall. Während dieser Zeit bekleidete er von 1274 bis 1275 und ebenfalls noch einmal im Jahr 1283 das Amt des Vizelandmeisters in Preußen, bis er von 1284 bis 1288 schließlich selbst dort Landmeister war.
Am 28. Februar 1286 verlieh Konrad der Jüngere Königsberg die Handfeste nach kulmischem Recht, also die Stadtrechte.
Mit dem Sieg über die Sudauer konnte er 1283 die Unterwerfung Preußens abschließen und nahm anschließend unmittelbar den Krieg gegen die Litauer auf, wobei er militärische Expeditionen bis nach Wilna und nach Grodno veranlasste. Während seiner Amtszeit als Landmeister regelte er auch die Verhältnisse der im Ordensstaat angesessenen polnischen Ritter und deutschen Lehnsleute neu.
So war er am Abschluss der Unterwerfung der Prußen, der Sicherung des Landes sowie der Kolonisation und Kultivierung maßgeblich beteiligt.